# Ħal Lija
Ħal Lija (engelska: Lija) är en ort och kommun i republiken Malta. Den ligger i den centrala delen av landet, 7 kilometer väster om huvudstaden Valletta. 